# Wenling, Fujian
Wenling (kinesiska: 文岭) är en köping i sydöstra Kina. Den ligger i stadsdistriktet Changle i staden Fuzhou i provinsen Fujian, omkring 35 kilometer öster om provinshuvudstaden Fuzhou. Antalet invånare är 27 680. Befolkningen består av 13 655 kvinnor och 14 025 män. Barn under 15 år utgör 12,0 %, vuxna 15-64 år 78 %, och äldre över 65 år 9,0 %.